# ♊
♊ (Unicode U+264A) est le symbole pour la constellation du zodiaque des Gémeaux.

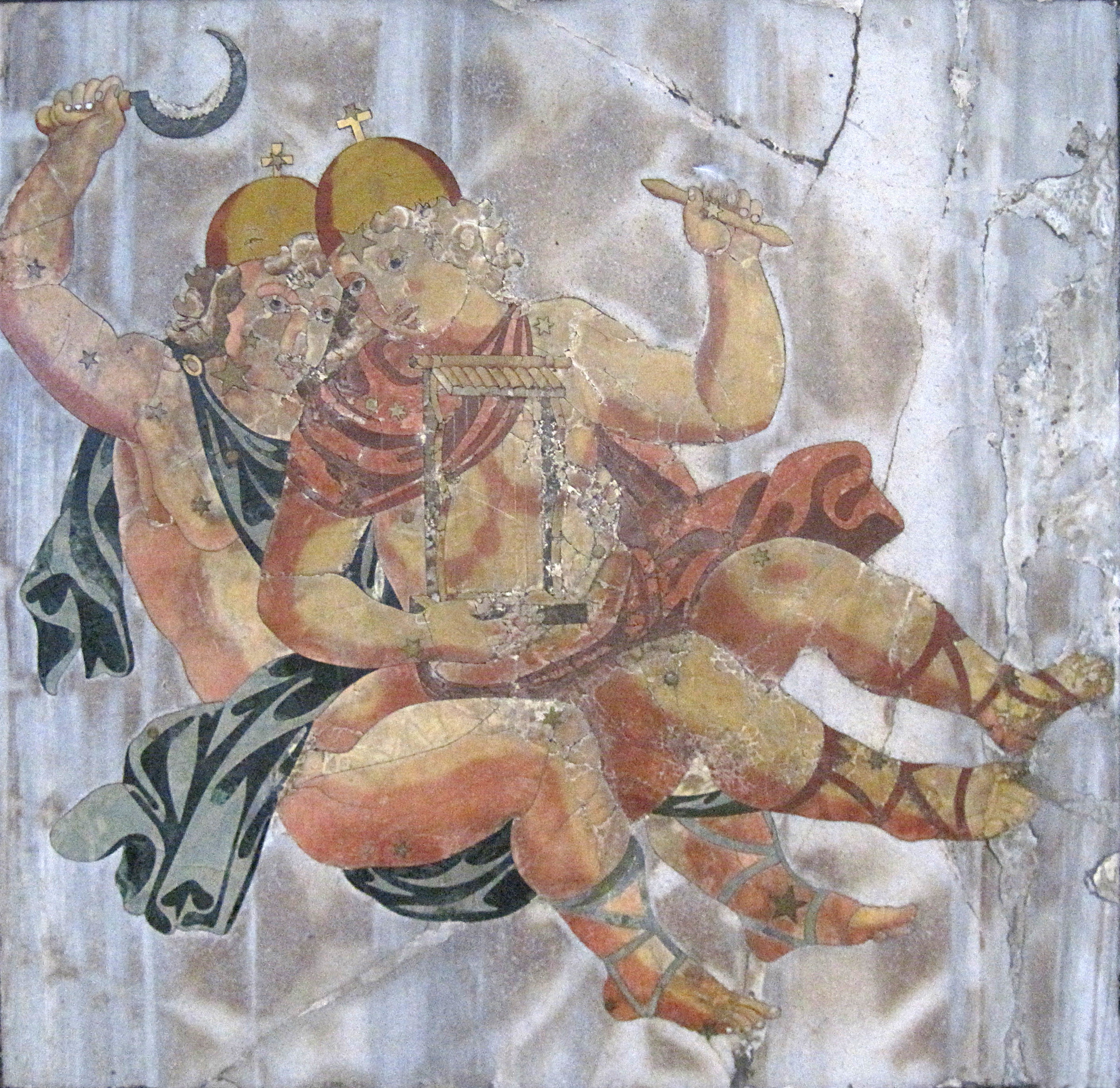
Signe zodiacal des Gémeaux ornant la méridienne de la Basilique Ste-Marie-des-Anges-et-des-Martyrs à Rome.

## Histoire et mythologie
Pour les Grecs, la constellation des Gémeaux représentait Castor et Pollux, les frères jumeaux d'Hélène de Troie. Les Romains y voyaient Romulus et Rémus. Les Gémeaux étaient l’une des 48 constellations identifiées par Ptolémée.
En alchimie, ce symbole désigne le processus de modification par fixation.